# Nkol Ngok
Pour les articles homonymes, voir Nkol.
Nkol Ngok ou Nkolngok est un village de la région du Centre au Cameroun, localisé dans la commune de Mbankomo et le département de la Méfou-et-Akono.

## Population
En 1965, Nkol Ngok comptait 465 habitants, principalement des Ewondo.
Lors du recensement de 2005, ce nombre s'élevait à 324.

## Personnalités nées à Nkol Ngok
- André Onana (1996), footballeur international pour Manchester United et Cameroon National Football Team